# Боро Босић
Боро Босић (Шамац, ФНРЈ, 17. јун 1950) српски је политичар и привредник.

## Биографија
Гимназију је завршио у Градачцу, а Машински факултет 1976. године у Београду. Био је надзорни инжињер изградње рудника и термоелектране Угљевик (1976—1990), а касније руководилац Сектора за инвестиције и директор (1990—2000). Био је активан спортски радник и директор ФК "Рудар" из Угљевика (1998—2002).
Политички је активан од 1990. године као члан СДС-а. Био је министар индустрије и енергетике у Влади Републике Српске (јануар 1993 — децембар 1995) и први копредсједавајући Савјета министара БиХ (јануар 1997 — март 1999).
Након политичког ангажмана почео се бавити пословима из области некретнина. Тренутно живи и ради у Бијељини.

## Одликовања
Боро Босић је за свој дугогодишњи рад одликован већим бројем признања:
- Орден Његоша III реда
- Орден Светог Саве II реда